# Šljuke
Šljuke är en ort i Montenegro. Den ligger i den norra delen av landet, 100 km norr om huvudstaden Podgorica. Šljuke ligger 1 160 meter över havet och antalet invånare är 136.
Terrängen runt Šljuke är lite bergig. Runt Šljuke är det ganska glesbefolkat, med 48 invånare per kvadratkilometer. Närmaste större samhälle är Pljevlja, 18,6 km öster om Šljuke. I omgivningarna runt Šljuke växer i huvudsak blandskog.